# Hans Palmgren (ingenjör)

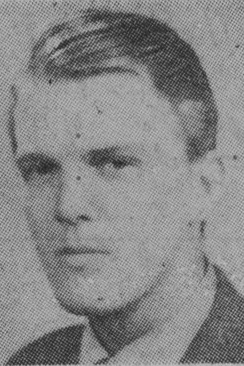
Hans Palmgren

Hans Karl Gustaf Palmgren, född 25 november 1925 i Barkåkra församling, Kristianstads län, död 8 mars 1986 i Trelleborg, var en svensk kemiingenjör. 
Palmgren, som var son till folkskollärare Sture Palmgren och Anna Nilsson, avlade studentexamen i Helsingborg 1945, utexaminerades från Kungliga Tekniska högskolan 1949, blev teknologie doktor 1953 och docent i polymerteknologi vid nämnda läroanstalt 1957. Han anställdes vid Trelleborgs Gummifabriks AB 1953 och var forskningschef där från 1959. Han var ordförande i Stockholms Studentkårer 1950, blev ordinarie medlem av Institute of the Rubber Industry i London 1952 och associerad medlem 1958. Utöver nedanstående skrifter författade han artiklar på gummi- och plastområdet i Teknisk Tidskrift, Plastvärlden och Svensk Kemisk Tidskrift.